# حديقة بوشويك إنليت
بوشويك إنليت هي حديقة عامة في حي وليامزبيرغ في بروكلين، نيويورك. تمتد الحديقة حاليًا على طول النهر الشرقي بين الشارعين التاسع والثاني عشر، ومن المقرر في النهاية أن تصل إلى جرين بوينت في شارع كواي. تم تسمية الحديقة باسم بوشويك إنليت، والتي ستكون امتدادًا شماليًا في المستقبل.
كان خليج بوشويك في الأصل خورًا يسمى بوشويك كريك، والذي كان يغذيه روافد في ويليامزبرج. تم استخدام موقع المنتزه الحالي من قبل شركات التصنيع في منتصف القرن التاسع عشر، وخاصة محطة منطقة بروكلين الشرقية. بحلول أواخر القرن التاسع عشر، تم استخدام بوشويك كريك كتدفق مياه الصرف الصحي من المنطقة المحيطة.
تم حفر الخور نفسه خلال مراحل مختلفة، وتم الانتهاء من عمليات الردم بحلول عام 1913. تم وضع خطط لبوشويك إنليت بارك في عام 2005، أثناء إعادة تقسيم منطقة 175 كتلة في جرين بوينت وويليامزبيرج. ومع ذلك، استغرق الاستحواذ على الأرض عدة سنوات وكلف عشرات الملايين من الدولارات. تمكنت المدينة من إتمام شراء الأرض للحديقة المقترحة في عام 2016، بعد سنوات من المفاوضات.